# Clubiona contrita
Clubiona contrita är en spindelart som beskrevs av Forster 1979. Clubiona contrita ingår i släktet Clubiona och familjen säckspindlar. Inga underarter finns listade i Catalogue of Life.